# Ясень
Я́сень (лат. Fraxinus) — род древесных растений из семейства Маслиновые (Oleaceae).

## Название
Русское слово ясень восходит к праслав. *asenь, которое родственно лит. úosis, латыш. osis, прусск. woasis, лат. ornus, валл. onnen.

## Ботаническое описание
Представители рода — деревья высотой 25—35 м (отдельные экземпляры до 60 м) и диаметром ствола до 1 м, с удлинённо-яйцевидной, высоко поднятой, широкоокруглой кроной и толстыми, редкими ветвями. Дугообразно изогнутые, толстые побеги направлены вверх. Кора пепельно-серая, гладкая, но в нижней части мелкотрещиноватая.
Корневая система мощная, без стержневого корня.
Почки чёрные, с мелкими крапинками, верхушечные крупнее боковых. Листья супротивные, неравноперистые, длиной до 40 см, состоят из 7—15 листочков. Листочки ланцетные, длиной 4—9 см, сидячие, с клиновидным цельнокрайним основанием, сверху голые, тёмно-зелёные, с вдавленной средней жилкой, снизу с выступающими беловатыми жилками. Общий черенок полукруглый, желобчатый, сверху опушённый.
Цветки тёмно-бурые или фиолетовые, без околоцветника, лишены запаха, собраны сжатыми, пучковидными метёлками на безлистных веточках, ветроопыляемые. Содержат или две тычинки, или один пестик, или то и другое вместе. Женские соцветия длиннее мужских. Раньше развиваются пестичные цветки. На одном дереве наблюдается сочетание мужских, женских и обоеполых цветков.
Плоды — крылатки, ланцетные или продолговато-эллиптические, длиной 3,5—4,5 см, у основания округлённые, наверху с выемкой, похожи на однолопастный пропеллер. Плоский, бороздчатый, продолговатый орешек равен или почти равен половине длины крылатки.

## Распространение и экология
Род широко распространён на большей части территории Европы, Азии и Северной Америки. Ясень обыкновенный можно встретить практически повсюду в лесах и парках, в посадках вдоль автомобильных и железных дорог. Предпочитает влажные, плодородные, нейтральные или близкие к ним почвы. Растёт очень быстро, в лесостепной зоне достигает высоты до 30 метров, а на юге до 60 метров. Можно встретить в байрачных лесах, изредка — в пойменных. В России распространён в Поволжье, Центрально-Чернозёмном районе, Тверской области. Часто также «ясенем» ошибочно называют клён ясенелистный.
В зрелом возрасте довольно светолюбив, в молодом нередко обладает значительной теневыносливостью.
Цветёт в апреле — мае до распускания листьев, которые не препятствуют опылению. Когда рыльца женских цветков уже готовы к восприятию пыльцы, соседние мужские цветки ещё не созрели. Благодаря этому оплодотворение происходит пыльцой с других веток или с других деревьев. Ясень манный опыляется жуками. Для привлечения насекомых его цветки снабжены венчиком.
Плоды созревают в сентябре — октябре, но на землю опадают только зимой или ранней весной. Образуются ежегодно в большом количестве. Благодаря большому количеству жиров и белков используются в пищу многими видами птиц и грызунов.
На плодородных почвах растёт быстро, морозостоек, иногда страдает от поздних весенних заморозков. Плодоносит с двадцати пяти — сорока лет, живёт до трёхсот лет. Распространяется самосевом и дичает. Листья опадают поздней осенью и часто зелёными.
Местные североамериканские виды ясеня являются важным источником пищи для североамериканских лягушек, поскольку их опавшие листья особенно подходят головастикам для кормления в прудах, больших лужах и других водоемах. Ясень используется многими видами млекопитающих, от луговых полёвок, питающихся его семенами, белохвостых оленей, поедающих его листву, до серебристых летучих мышей, гнездящихся на нём.

## Хозяйственное значение и применение
Древесина ясеня, благодаря своей упругости и прочности, использовалась для изготовления боевых орудий и орудий охоты. Из ясеня делали копья и боевые дубинки, которые получались тяжёлыми, крепкими и эластичными. Так, «крепким, огромным, тяжёлым» ясеневым копьём владеет древнегреческий герой Ахиллес в «Илиаде». Древние новгородцы изготавливали луки из пяти ясеневых пластин, склеенных костным клеем. Рогатины на медведя, копья, стрелы, древки — примеры орудий охоты из ясеня.
Большой популярностью пользовалась в древности резная посуда из ясеня. Хорошо высушенные и выдержанные ясеневые доски применялись в кораблестроении. При изготовлении мебели ясень по красоте текстуры приравнивался к чёрному и красному дереву. В XIX веке ясень использовался для изготовления карет и саней. Из ясеня гнули лыжи, обручи, коромысла, делали вёсла и ободья колёс.
Сейчас из ясеня делают жерди для гимнастических брусьев, гоночные вёсла, высококачественные лыжи, кии для бильярда, бейсбольные биты.
Наросты на ясене (кап) используют для изготовления небольших по размерам, но ценных поделок.
Ясеневая фанера используется для отделки мебельных гарнитуров и музыкальных инструментов. Древесина используется в отделке вагонов и автомобилей.
Дерево используется для декоративного, защитного и мелиоративного лесоразведения. Существуют специальные декоративные формы ясеня, которые очень выразительны в качестве компонента садово-парковых ансамблей. Стойкость ясеня к внешним воздействиям определяет возможность его высадки на уплотнённых почвах, в местах загрязнения воздуха пылью, копотью, вредными газами — в городских садах, парках, вдоль железных дорог.
Цветки различных видов ясеня дают медоносным пчёлам пыльцу-обножку.

### Пищевое
Плоды ясеня содержат до 30 % жиров, поэтому люди издавна употребляли их в пищу. В XVIII веке в Англии консервировали незрелые плоды, получая пикантную приправу к овощным и мясным блюдам. Весной ясень выделяет сладкий сок, который используют в качестве заменителя сахарозы.

### Медицина
Листьями и корой ясеня издавна лечили хронические заболевания дыхательных путей, радикулиты, использовали как мочегонное и слабительное средство, как ранозаживляющее средство и как заменитель хинина. Римский врач Квинт Серен Саммоник в «Медицинской книге» писал об использовании семян ясеня для лечения водянки, кашля, болезней печени. Древние греки и германцы считали, что сок ясеня может исцелить человека, укушенного змеёй.
В качестве лекарственного средства используются плоды, кора и листья ясеня. Листья заготавливают ранним летом, а кору — весной. Листья содержат углеводы, органические кислоты, эфирные масла, сапонины, каротин, витамин C, флавоноиды и дубильные вещества. В коре обнаружены углеводы, фенолы, алкалоиды, кумарины, флавоноиды. Препараты ясеня обладают кровоостанавливающим, тонизирующим, жаропонижающим, вяжущим, ранозаживляющим, слабительным, мочегонным, противомикробным, спазмолитическим, противокашлевым, противоревматическим и глистогонным действием.
Настойка плодов применяется при варикозном расширении вен.
Из ясеневого сока получают маннит, который в высушенном состоянии используется в диете больных сахарным диабетом как заменитель сахара. Но пыльца ясеня является сильным аллергеном и может вызвать контактный дерматит.

## Классификация

### Таксономическое положение
Fraxinus Tourn. ex L., 1753, Sp. Pl. : 1057
Род Ясень относится к семейству Маслиновые (Oleaceae) порядка Ясноткоцветные (Lamiales) и включается в дочернюю кладу Ламииды, последовательно входящую в более крупные клады Астериды → Суперастериды → Эвдикоты → Цветковые растения. Таксономическая схема в соответствии с Системой APG IV по состоянию на декабрь 2023 года:
|  |                          |  |                                   |                                   |                      |  | еще 23 семейства |              |              |                                                            |
|  |                          |  |                                   |                                   |                      |  |                  |              |              | 63 подтвержденных вида и 36 видов, ожидающих подтверждения |
|  |                          |  |                                   | порядок Ясноткоцветные            |                      |  |                  |              | род Ясень    |                                                            |
|  |                          |  |                                   | порядок Ясноткоцветные            |                      |  |                  |              | род Ясень    |                                                            |
|  | клада Цветковые растения |  |                                   |                                   | семейство Маслиновые |  |                  |              |              |                                                            |
|  | клада Цветковые растения |  |                                   |                                   |                      |  |                  |              |              |                                                            |
|  |                          |  | ещё 63 порядка цветковых растений | ещё 63 порядка цветковых растений |                      |  |                  | еще 28 родов | еще 28 родов |                                                            |
|  |                          |  |                                   | ещё 63 порядка цветковых растений |                      |  |                  |              | еще 28 родов |                                                            |

### Синонимы
- Aplilia Raf.
- Calycomelia Kostel.
- Fraxinoides Medik.
- Leptalix Raf.
- Mannaphorus Raf.
- Meliopsis Rchb.
- Ornanthes Raf.
- Ornus Boehm.
- Petlomelia Nieuwl.
- Samarpses Raf.

### Виды
Некоторые из них:
- Fraxinus americana L. — Ясень американский
- Fraxinus angustifolia Vahl — Ясень узколистный
- Fraxinus anomala Torr. ex S.Watson — Ясень аномальный
- Fraxinus bungeana DC. — Ясень Бунге
- Fraxinus caroliniana Mill. — Ясень каролинский
- Fraxinus chinensis Roxb. — Ясень китайский
- Fraxinus cuspidata Torr. — Ясень длинноостроконечный
- Fraxinus dipetala Hook. & Arn. — Ясень двухлепестный
- Fraxinus excelsior L. typus[18] — Ясень обыкновенный, или Ясень высокий
- Fraxinus greggii A.Gray — Ясень Грегга, или Ясень Грега
- Fraxinus griffithii C.B.Clarke — Ясень Гриффита
- Fraxinus lanuginosa Koidz. — Ясень шерстистый
- Fraxinus latifolia Benth. — Ясень широколистный
- Fraxinus longicuspis Siebold & Zucc. — Ясень остроконечный
- Fraxinus mandshurica Rupr. — Ясень маньчжурский
- Fraxinus nigra Marshall — Ясень чёрный
- Fraxinus ornus L. — Ясень манновый, или Ясень манный, или Ясень белый
- Fraxinus paxiana Lingelsh. — Ясень Пакса
- Fraxinus pennsylvanica Marshall — Ясень пенсильванский
- Fraxinus platypoda Oliv. — Ясень плосконожковый
- Fraxinus raibocarpa Regel — Ясень изогнутоплодный
- Fraxinus sieboldiana Blume — Ясень Зибольда
- Fraxinus sogdiana Bunge — Ясень согдийский
- Fraxinus spaethiana Lingelsh. — Ясень Шпета
- Fraxinus velutina Torr. — Ясень бархатный

## Топонимика
Слово «ясень» используется в топонимике:
- московский район Ясенево и станции метро Ясенево и Новоясеневская
- восточно-казахское урочище Ясеневая роща
- город Ясиноватая, Донецкая область, Украина

## В культуре

### В религиях
- Ясень пользовался репутацией мужского дерева, что объясняется его широким использованием для изготовления вооружения воинов и охотников разными народами.
- В германо-скандинавской мифологии (сагах) ясень (Askr) известен как главное Мировое древо — Иггдрасиль. Он часто связывается с именем верховного бога Одина и появлением первого мужчины (см. Аск и Эмбла) — предка всего человечества. Из древесины ясеня изготавливаются руны[19]. Он олицетворяет источник жизни и бессмертия. Его крона, ствол и корни соединяют небеса, землю и подземный мир. Иггдрасиль у скандинавов символизирует плодородие, единство противоположностей, непобедимость и непрерывность жизни[20].
- В греческой мифологии ясень воплощает силу, его связывают с Зевсом.
- В фольклоре народов Прибалтики ясень считается эмблемой простофиль, потому, вероятно, что его листья появляются довольно поздно и быстро опадают.
- В Англии ясень — одно из священных растений, наряду с терновником и дубом.
- Согласно одной из легенд американских индейцев, первые люди появились именно на ясене.

### В геральдике
Ясень является естественной негеральдической фигурой, получившей наибольшее распространение в территориальной и родовой геральдике. В части геральдического символизма ясень олицетворяет возрождение, обновление, мудрость, познание, жизнь, бессмертие.

### В музыке
Ясень упомянут в песне российский фолк рок группы Мельница «Гимн деревьям».